# 來吃晚飯的人
《來吃晚飯的人》是一部1942年的美國電影，由執導，、主演。

## 演員
- 飾
- 飾
- 飾

## 外部連結
- AllMovie上的资料（英文）
- 爛番茄上的資料（英文）
- TCM电影资料库上的资料（英文）
- 互联网电影数据库（IMDb）上的资料（英文）